# R-SMAD
R-SMADs es un tipo de proteína SMAD regulado por receptores. Las SMAD son factores de transcripción que transducen señales de la superfamilia de ligandos extracelulares TGF-β que inician en los receptores de TGF-beta a nivel de la membrana celular hasta el núcleo donde activan genes diana que transcriben TGF-β. La activación de los R-SMAD ocurre por fosforilación directa de su extremo c-terminal por el dominio cinasa intracelular del receptor de TGF-beta 1. Entre las R-SMAD se incluyen al SMAD2 y SMAD3 de la vía TGF-β/Activin/Nodal, y los SMAD1, SMAD5 y SMAD8 de la vía de señalización de la proteína morfogénica ósea (BMP).

## Estructura
Las R-Smad contienen dos dominios conservados entre sus miembros. El dominio de Homología Mad1 (MH1) ubicado en el extremo N-terminal de la proteína y el dominio de Homología Mad2 (MH2) en el extremo C-terminal. Los dos dominios de homología están separados por zonas reguladoras ricas en el aminoácido prolina, cuyo tamaño y proporción varían entre los diferentes miembros de la familia Smad. El dominio MH1 le confiere a la proteína actividad de localización hacia el núcleo, unión al ADN y unión a factores de transcripción, mientras que el dominio MH2 permite la unión de la proteína a su receptor y, aguas abajo en la vía de señalización actividad transcripcional.
Entre los dominios MH1 y MH2 existen motivos que le confieren a la proteína importantes puntos de regulación que incluyen sitios de fosforilación para la vías de la MAP cinasas (MAPK), la familia de cinasas reguladas por señales extracelulares (Erk), el Ca2+/calmodulina dependiente de cinasa II (CamKII) y la proteína quinasa C (PKC).
El extremo C-terminal de los R-SMAD poseen un dominio rico en el motivo genético «SSXS» que es el lugar donde la proteína es fosforilada como respuesta a señales drivadas de alguno de los ligandos de la superfamilia TGF-β previamente unidas a proteínas cinasas. Una vez fosforiladas, las R-SMAD se unene típicamente al mediador común Smad (co-SMAD), SMAD4.

## Funciones
Los complejos Smad se acumulan en el núcleo celular donde regulan la transcripción de genes diana, en concreto:
- SMAD2 y SMAD3 son activados en respuesta a señales del TGF-β/Activina/Nodal.
- SMAD1, SMAD5 y SMAD8 son activados en respuesta a la BMP señales del mensajero GDP.
- SMAD6 y SMAD7 son conocidas como I-SMADs (Smad inhibitorios), los cuales forman trímeros con los R-SMADS y bloquean su capacidad de inducir la transcripción de genes compitiendo con los R-SMADs por los mismos receptores y marcando los receptores TGF-β para su eventual degradación.